# Херенберг
Херенберг (њем. Herrenberg) град је у њемачкој савезној држави Баден-Виртемберг. Једно је од 25 општинских средишта округа Беблинген. Према процјени из 2010. у граду је живјело 31.465 становника. Посједује регионалну шифру (AGS) 8115021.

## Географски и демографски подаци
Херенберг се налази у савезној држави Баден-Виртемберг у округу Беблинген. Град се налази на надморској висини од 460 метара. Површина општине износи 65,7 km². У самом граду је, према процјени из 2010. године, живјело 31.465 становника. Просјечна густина становништва износи 479 становника/km².

## Међународна сарадња
| Мјесто  | Држава    | Врста сарадње | Од    |
| ------- | --------- | ------------- | ----- |
| Фиденца | Италија   | партнерство   | 1989. |
| Тарар   | Француска | партнерство   | 1960. |
| Амплепи | Француска | партнерство   | 1970. |
| Извор   |           |               |       |